# بلیرگاری، ویکتوریا
بلیرگاری (به انگلیسی: Blairgowrie) یک روستا در استرالیا است که در ویکتوریا (استرالیا) واقع شده‌است.